# 復原主控台
復原主控台是Windows 2000、Windows XP及Windows Server 2003作業系統上的一個功能。它為系統管理員提供一個有限功能的命令行界面，用來對安裝在系統上的Windows作業系統進行修復。復原主控台可以透過Windows作業系統的安裝媒體啟動；亦可以安裝在硬碟上，然後在開機選單啟動。自Windows Vista开始用Windows PE、Windows RE代替了復原主控台。

## 復原主控台的功用
復原主控台有是一個很簡單的命令行介面。它提供大部份在一般指令行界面裡可以使用的指令，諸如attrib、copy及del。在這個主控台裡，系統管理員可以執行如下功能：
- 建立、移除、複製，或將檔案和資料夾重新命名；
- 啟用或停用服務（設定將在下次啟動時生效）；
- 用fixmbr指令為硬碟寫入一個新的主開機記錄；
- 用fixboot指令為扇區寫入一個新的扇區引導記錄；
- 格式化一個磁碟分區；
- 將原本以壓縮格式儲存在作業系統安裝媒體上的檔案解壓到硬碟去；
- 用CHKDSK指令對硬碟進行全面的檢查，並進行修復。

在復原主控台，對於檔案的存取權限有著相當大的限制。使用者除了開機分區上\WINNT或\WINDOWS資夾裡的檔案外，其餘的檔案，包括位於其他分區中的檔案，也只能進行唯讀存取，不過這個限制可以在安全性規則裡進行修改。
另外即使主控台的help指令說明有提及net這個指令，但實際上net這個指令並不能在主控台使用。因為沒有任何網絡協定被載入，因此在主控台無法連線到其他網絡資料夾或遠端電腦。